# Valaquie morave
La Valaquie morave (tchèque : Valašsko, roumain : Vlahia moravă) dans l’est de la Tchéquie, est une région qui doit son nom à l’un des deux groupes roumanophones ayant migré vers l’ouest au Moyen Âge depuis l’aire de répartition des Roumains, l’autre groupe étant celui des Istro-roumains, en Croatie occidentale.

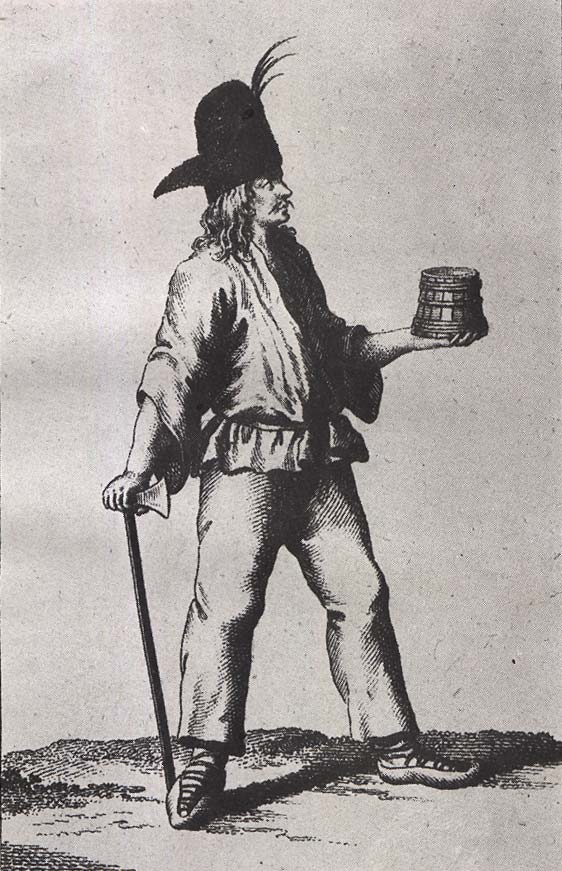
Un Valaque de Moravie, par Brumova, 1787

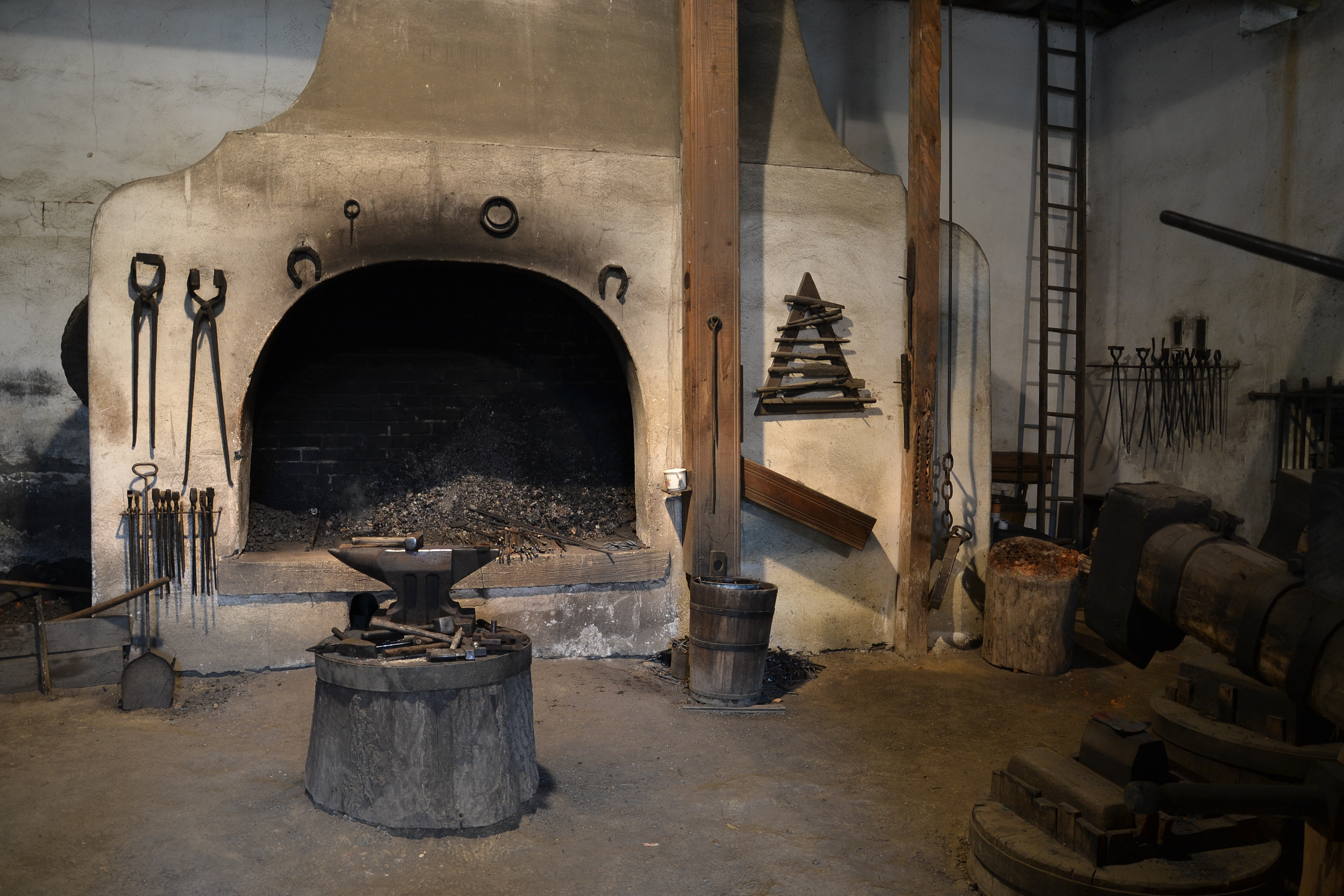
Écomusée valaque de Moravie à Rožnov pod Radhoštěm.

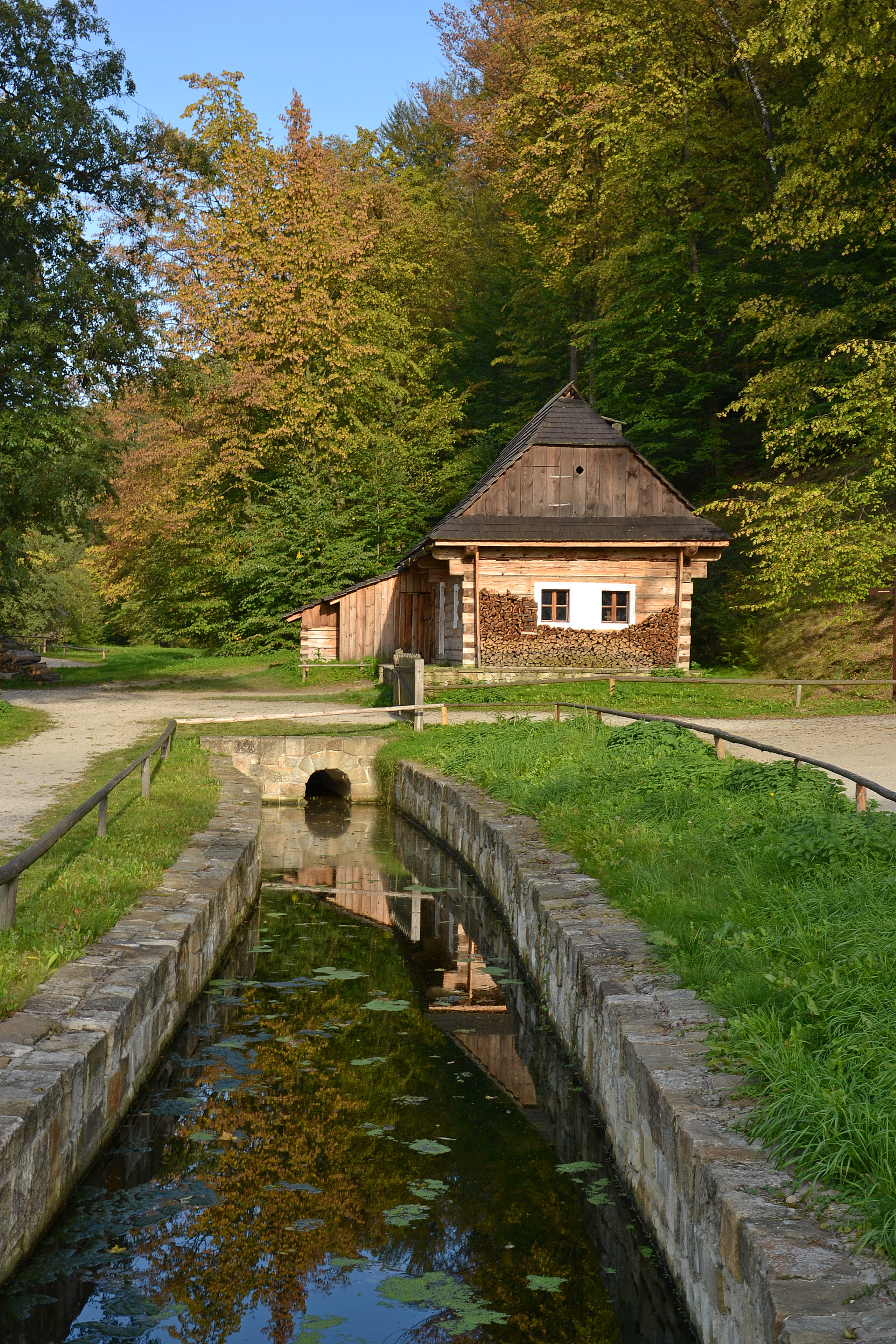
Écomusée valaque de Rožnov pod Radhoštěm en République Tchèque.

## Contexte
Ce que les historiens nomment des « Romanies populaires » étaient des communautés latinophones restées sans couverture politique romaine après le retrait des légions face aux Germains : il y en eut de nombreuses entre la mer du Nord (île de Walcheren aux Pays-Bas) et la mer Noire (pays « valaques », c'est-à-dire roumanophones) en passant par les Ardennes (Wallons), les Vosges et le Jura suisse (Welsches), les Alpes (Walchenthal, Walchengau, Walchensee), les Carpates (Valachie morave, Vlachfölds de Hongrie), les monts Dinariques (Romania Planina, Stari Vlak, Vlašina, Vlašić en Bosnie) et les Balkans (Vlahina, Vlashina, Vlachoklissoura). Les habitants de ces Valachies se nommaient eux-mêmes Romans, Romanches, Ladini, Friulani, Istriani, Dinari, Dicieni, Armâni ou Români : ces deux derniers termes ont donné les mots modernes « Aroumains » et « Roumains », qui ont remplacé le terme antérieur « Valaques » devenu archaïque et parfois péjoratif. Ces « Romanies populaires » sont :
- la Valachie Blanche - en Mésie le long du bas-Danube du Ve siècle au VIIe siècle.
- la Valachie Noire (« Morlaques », ou Mavro-valaques) - en Dalmatie au VIIIe siècle.
- la Grande Valachie (« Megali Valacheia ») - en Macédoine et Thessalie au IXe siècle.
- la Valachie Assénide (« Regnum Bulgarorum et Valachorum ») dans l'actuelle Bulgarie (appelée « second empire Bulgare ») aux XIIe et XIIIe siècles.
- la principauté de Transylvanie ou « Valachie intérieure » au XIIe siècle, issue de la réorganisation des « Vlachfölds » roumains de Hongrie, qui a fusionné avec le Royaume de Hongrie en 1867 avant de devenir roumaine en 1918.
- la principauté de Valachie ou « Hongro-Valachie » au XIVe siècle, issue de l'émigration des chefs des « Vlachfölds » de Hongrie vers le Danube, qui a fusionné avec la principauté de Moldavie pour former la Roumanie en 1859.
- la principauté de Moldavie ou « Bogdano-Valachie » au XIVe siècle, qui a fusionné avec la principauté de Valachie pour former la Roumanie en 1859.
- la région de Valachie en Roumanie actuelle, (en roumain : Ţara Românească), composée de l'Olténie et de la Munténie.

La Valachie morave est l'une de ces « Romanies populaires », fondée par des bergers valaques, dans l'est de la Moravie. Le village de Vlachovo évoque les chemins de transhumance valaques entre la Valachie morave et la Marmatie.

## Origines
Selon la Chronique de Nestor les nomades Magyars « ont chassé les Valaques de Pannonie et de Transylvanie et ont pris leur terre » au cours du Xe siècle. Cette hypothèse de l'origine des Valaques de Moravie est soutenue par Drăganu et Lozovan.
Selon Jean Skylitzès, un échange de populations aurait eu lieu entre l'Empire byzantin et le royaume slave de Grande-Moravie en 976 : une partie des Serbes de la Serbie blanche (dont les descendants actuels sont les Sorabes de l'Allemagne orientale) vinrent s'installer dans le bassin d'un affluent du Danube, le Margos, qu'ils nomment Morava, tandis que les Valaques de cette région, ayant résisté à la conquête byzantine de l'empereur Basile II qui avait confisqué leurs terres, partent s'installer en Moravie septentrionale, où ils forment la "Valachie morave". Mais sur  place, en Moravie, il n'y a ni mention écrite, ni preuve archéologique de cet épisode, et sur le plan linguistique le dialecte aujourd'hui slave des Valaques de Moravie, également influencé par les langues slovaque et tchèque, comprend un lexique latin d'origine daco-roumaine et surtout pastorale comme dans bača (roum. „baci”: berger), brynza (roum. „brânză” : fromage, mot passé aussi en slovaque et en tchèque), cap (roum. „țap”: bouc), domikát (roum. „dumicat”: produit laitier), galeta/geleta (roum. „găleată” : baratte), pirt’a (roum. „pârtie”, chemin de transhumance), kurnota (roum. „cornută”: cornue) ou murgaňa/murgaša (roum. „murgașă” : brebis noire). C'est pourquoi les spécialistes tchèques supposent que des groupes de bergers roumains partis de l'actuelle Roumanie (Transylvanie, Banat) ou de l'actuelle Serbie orientale, se seraient installés en Moravie orientale plus tard, du XVe siècle au XVIIe siècle. 
Pour les protochronistes, les Valaques de Moravie descendent en droite ligne des Volques, un peuple celte qui, selon eux, aurait été d'abord romanisé, ensuite slavisé sur place.

## Évolution
Intégrés en Bohême-Moravie, les Valaques de Moravie choisissent, soit lors du schisme de 1054 soit plus tard, l'obédience de Rome, et deviennent catholiques, tout comme leurs voisins Tchèques et Slovaques. Ils continuent, pendant tout le Moyen Âge, à transhumer et à commercer entre l'Empire germanique, la Pologne, la Transylvanie et les Balkans. Ils passent progressivement au tchèque (pour ceux vivant dans le Royaume de Bohême-Moravie) et au slovaque (pour ceux vivant en Hongrie), développant un dialecte slave local mais conservent (jusqu'à nos jours) des mots roumains et des spécificités culinaires, musicales et culturelles. Ce dialecte slavo-valaque a été transcrit avant de disparaître, et en 1998 un collectif de spécialistes dirigés par un membre de l’académie tchèque de sciences a publié un dictionnaire valaque-tchèque, le Slovník jazyka valašského, dont une version complétée et augmentée en 2000 (voir Bibliographie). Actuellement (2014) l'assimilation est presque totale et seuls ces travaux, des traditions musicales, artisanales et culinaires, ainsi que la toponymie témoignent encore de l'existence par le passé d'une « Romanie populaire » ici. Il en est de même pour la plupart des autres, à l'exception des quelques villages Istriens de Croatie ou Aroumains des Balkans où des langues romanes orientales sont encore parlées.